# Ignacio González (szermierz)
Ignacio González Rimont (ur. w 1970) – kubański florecista, trzykrotny medalista mistrzostw świata.
Podczas mistrzostw świata w Wiedniu w 1983 roku Kubańczycy w składzie: Ignacio González, Pedro Hernández, Efigenio Favier i Oscar García zdobyli brązowy medal w zawodach drużynowych. W rywalizacji drużynowej zdobył także złoty medal na mistrzostwach świata w Hadze w 1995 roku oraz srebrny na mistrzostwach świata w Kapsztadzie dwa lata później.
Nigdy nie wziął udziału w igrzyskach olimpijskich.
Na igrzyskach panamerykańskich w Mar del Plata w 1995 roku razem z Rolando Tuckerem, Elvisem Gregorym i Oscarem Garcíą zdobył złoty medal we florecie drużynowym.